# Anna III. zu Stolberg

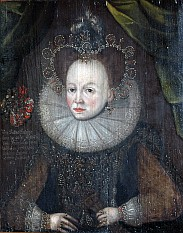
Anna III., Fürstäbtissin von Quedlinburg

Gräfin Anna zu Stolberg (* 3. April 1565; † 12. Mai 1601 in Quedlinburg) war als Anna III. Äbtissin des reichsunmittelbaren und freiweltlichen Stifts Quedlinburg.

## Leben
Anna war eine Tochter des Grafen Heinrich zu Stolberg (1509–1572) und dessen Gemahlin Elisabeth von Gleichen († 1578).
Am 24. September 1584 wurde Annas Wahl zur Äbtissin von Quedlinburg durch Kaiser Rudolf II. bestätigt. Im Vorfeld der feierlichen Amtseinführung von Anna wurden im Januar 1585 ihre anwesenden Verwandten, Graf Albrecht Georg zu Stolberg und Graf Wolf Ernst zu Stolberg im Auftrag des Kurfürsten von Sachsen unter Führung von Obrist Ernst von Mandelsloh um drei Uhr morgens aus dem Schloss Quedlinburg entführt und mehrere Wochen auf der Burg Hohnstein (Sächsische Schweiz) inhaftiert.
Bei Auseinandersetzungen mit dem Magistrat der Stadt und dem Schutzherren des Stifts, dem Kurfürsten von Sachsen, wandte sich Anna an den Kaiser, der ihr beschied, „daß der Schutzherr dem Magistrate gar nichts zu befehlen habe, und die Aebtissin einzige Beherrscherin des Stifts und der Stadt sey.“ Zwischen der Äbtissin und dem Rat der Stadt Quedlinburg entstanden erhebliche Differenzen, die am 11. Dezember 1589 durch einen Vergleich beigelegt wurden. Wegen weiterer Auseinandersetzungen mit dem Magistrat sah sich die Äbtissin veranlasst diesem 12 Beisitzer zuzufügen.
Die Äbtissin ließ auf dem Schloßberg im Jahr 1600 ein neues Gebäude aufführen. Ihr Wappen ist im oberen Torhaus (Kammertor) seitlich eingelassen.
Nach dem Tod des Kurfürsten August wurde dessen Sohn Christian neuer Schutzherr des Stifts. Dieser stand jedoch unter Vormundschaft des Herzogs Friedrich Wilhelm von Weimar. Friedrich Wilhelm verweigerte seine Zustimmung zur 1593 stattgefundenen Wahl von Anna Margarethe von Braunschweig (1567–1643) zur Koadjutorin. Nach dem Tod von Anna III. konnte er seine eigene Schwester als neue Äbtissin durchsetzen.
Als im Jahre 1600 Sibylla von Hohenstein, die Pröpstin des Stifts, an der Pest verstarb, übernahm Anna II. auch noch am 27. Oktober 1600 deren Propstei. Anna starb 36-jährig nach einem Spaziergang im Brühl plötzlich am „Schlagfluss“. Die Grabstätte Annas III. befindet sich in der Stiftskirche St. Servatius. Von der Krypta führt eine Treppe in die so genannte Fürstengruft, deren Raumklima dazu beiträgt, Leichen zu mumifizieren. Dort befinden sich neben dem Sarg Aurora von Königsmarcks auch die Särge der Äbtissinnen Anna II. zu Stolberg und Marie Elisabeth von Schleswig-Holstein-Gottorf.
Nach ihrem Tod wurde nicht die von ihr gewünschte Braunschweiger Prinzessin ihre Nachfolgerin, sondern die sächsische Herzogin Maria von Sachsen-Weimar, Schwester von Friedrich Wilhelm I. Herzog von Sachsen-Altenburg, Vormund des Schutzherrn. Äbtissin Maria hatte im Gegensatz zu ihrer Vorgängerin eine ruhige Regierungszeit. Die verhinderte Coadjutrix Anna Margaretha von Braunschweig wurde 1601 Pröpstin des Stifts.